# جائزة النمسا الكبرى 1976
جائزة النمسا الكبرى 1976 هو سباق فورمولا 1 أقيم بتاريخ 15 أغسطس 1976 في ستيفن سبيلبرغ، النمسا، شتايرمارك. كان الحادي عشر من أصل 16 في بطولة العالم لسباقات الفورمولا واحد موسم 1976. حلّ البريطاني جون واتسون أولا بينما جاء الفرنسي جاك لافيت في المركز الثاني.